# Fomalhaut C

Fomalhaut C

Fomalhaut C hay tên ban đầu của nó, LP 876-10 là ngôi sao thứ ba ở xa của hệ Fomalhaut. Nó nằm cách Fomalhaut khoảng năm độ, khoảng giữa nó và Tinh vân Helix. Nó hiện đang cách Fomalhaut A 25 năm ánh sáng (0,77 pc) và cách Fomalhaut B 3,2 năm ánh sáng (0,987 pc). Toàn bộ hệ thống chỉ cách Hệ Mặt Trời của chúng ta khoảng 25 năm ánh sáng (7,7 parsec). Ban đầu nó được xếp vào danh mục là sao lùn đỏ đơn độc, cho đến tháng 10 năm 2013, khi Eric Mamajek thông báo rằng ngôi sao có khoảng cách, vận tốc và vị trí cường độ màu phù hợp với việc nó là một phần của hệ Fomalhaut. Rất có thể Fomalhaut C đã được xếp vào danh mục không liên quan đến Fomalhaut do thực tế là nó nằm trong chòm sao Bảo Bình, trong khi phần còn lại của hệ thống nằm trong chòm sao Nam Ngư.
Quỹ đạo của Fomalhaut C quanh A ước tính mất 20 triệu năm để hoàn thành. Do tuổi của ba ngôi sao là 440 triệu năm và khoảng cách 2,5 năm ánh sáng, điều này có nghĩa là Fomalhaut C mới chỉ hoàn thành một quỹ đạo đầy đủ quanh Fomalhaut A 22 lần.